# McMinnville (Tennessee)
McMinnville – miasto w Stanach Zjednoczonych, w stanie Tennessee, siedziba administracyjna hrabstwa Warren.